# بی‌ام‌و آر ۱۲۵۰جی‌اس
بی‌ام‌و آر ۱۲۵۰جی‌اس (انگلیسی: BMW R1250GS) موتورسیکلتی است که در برلین، آلمان توسط ب‌ام‌و موتوراد، بخشی از گروه ب‌ام‌و تولید می‌شد. این موتورسیکلت با انجین دوسیلندر ۱۲۵۴ سی‌سی (۷۶ مکعب اینچ) همراه چهار سوپاپ در هر سیلندر و زمان‌بندی متغیر سوپاپ‌ها (VVT) دارد.
حجم انجین ۱۲۵۴ سی‌سی (۷۶٫۵ اینچ) با سوراخ ۱۰۲٫۵ میلی‌متری (۴٫۰۴ اینچ) × ۷۶ میلی‌متر (۳٫۰ اینچ) است. قدرت و گشتاور ادعا شده توسط کمپانی ۱۳۴ اسب بخار (۱۰۰ کیلووات) در ۷٫۷۵۰ دور در دقیقه و ۱۰۵٫۵ پوند فوت (۱۴۳ نیوتن در متر) در ۶۲۵۰ دور در دقیقه، با ۴ درصد مصرف سوخت بهتر، بالاتر از مدل قبلی است.